# 深海副獅子魚
深海副獅子魚，為輻鰭魚綱鮋形目杜父魚亞目獅子魚科的其中一種，分布於東北大西洋的冰島南部海域，棲息深度3640-3715公尺，體長可達11.3公分，為深海底棲性魚類，屬肉食性，生活習性不明。

## 擴展閱讀
維基物種上的相關：深海副獅子魚